# Tour de l'Ariège
Le Tour de l'Ariège est une compétition cycliste par étapes qui a été organisée annuellement entre 1956 et 1960. 
Gérard Saint remporte l'édition 1957.

## Palmarès
| Année | Vainqueur         | Deuxième         | Troisième      |
| ----- | ----------------- | ---------------- | -------------- |
| 1956  | Jean Lerda        | Julien Vasquez   | Jacques Vivier |
| 1957  | Gérard Saint      | Francis Pipelin  | Valentin Huot  |
| 1958  | Georges Gay       | Barthélémy Risso | Louis Kosec    |
| 1959  | Raymond Mastrotto | Pierre Polo      | Anthony Lawson |
| 1960  | René Abadie       | Robert Varnajo   | Lavergne       |